# Electronic Text Corpus of Sumerian Literature

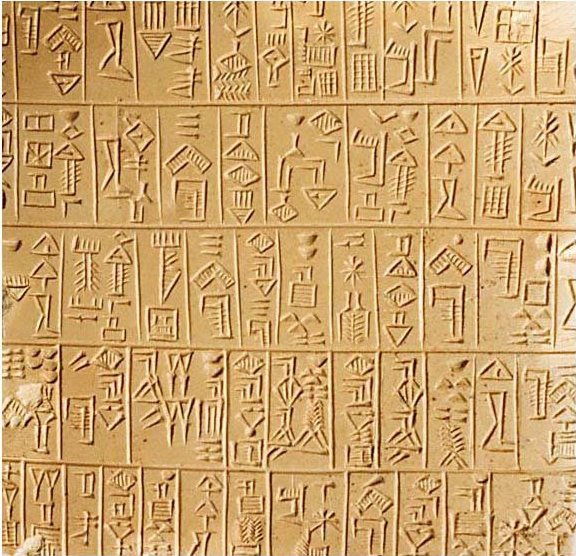
Sumerian cuneiform, ca. 26th century BC

O Electronic Text Corpus of Sumerian Literature (ETCSL) é um projeto que disponibiliza uma biblioteca digital em linha de traduções para o inglês da literatura suméria.
O site do projeto contém "texto sumério, traduções para o inglês e informação bibliográfica" de "mais de 400 trabalhos compostos na lingua suméria, na antiga Mesopotâmia (atual Iraque) no final do III milênio e início do II milênio a.C." O site pode ser acessado pelo browser ou através de motores de busca e inclui transliterações, textos compostos, uma bibliografia da literatura suméria e um guia de pronunciação para nomes próprios e suas formas literárias. O objetivo do projeto é tornar a literatura suméria acessível a quem deseje ler ou estudá-la, e torná-la acessível ao público em geral.
O projeto foi fundado pelo assiriologista Jeremy Black em 1997 e está hospedado no Oriental Institute da University of Oxford no Reino Unido. Ele é financiado pela universidade, pelo Leverhulme Trust e pelo Arts and Humanities Research Board. Outras organizações estão envolvidas no projeto, incluindo All Souls College, Oxford, a British Academy, the Hungarian Scientific Research Fund (OTKA) e Hungarian Academy of Sciences. Contribuidores para o projeto incluem Graham Cunningham, Eleanor Robson, Gabor Zolyomi, Miguel Civil, Bendt Alster, Joachim Krecher and Piotr Michalowski. Other libraries from the University of Chicago and the University of Pennsylvania now usually follow the ETCSL with regards abbreviations. O financiamento para o projeto foi cortado e ele fechou em 2006.